# Joseph Huck
Johann Joseph Huck (* 13. Mai 1805 in Bronnzell; † 27. September 1859 in Esslingen) war ein deutscher Jurist und Politiker.

## Leben
Huck war der Sohn eines Bauern und Schultheißen. Er war evangelischer Konfession und heiratete 1845. Von 1826 bis 1830 studierte er Philologie und Rechtswissenschaften in Marburg, Heidelberg und Tübingen. 1829 wurde er in Tübingen zum Dr. jur. promoviert. Anschließend war er von 1830 bis 1834 Privatdozent der Rechte in Tübingen.
Zwischen 1834 und 1840 arbeitete er als Gerichtsaktuar, zunächst in Tübingen, seit 1836 in Langenburg, von 1840 bis 1846 war er Gerichtsassessor in Tübingen und von 1846 bis 1859 Oberjustizrat (stellvertretender Staatsanwalt), zunächst in Ulm und ab 1856 in Esslingen.

## Politik
Von 17. November 1848 (als Nachfolger von Georg Kauzer) bis zum 30. Mai 1849 vertrat er den Wahlkreis 4 Jagstkreis (Ellwangen) in der Frankfurter Nationalversammlung. Im Parlament blieb er fraktionslos und stimmte mit dem Linken Zentrum. Er gehörte zu den Abgeordneten, die gegen die Wahl Friedrich Wilhelms IV. zum Kaiser der Deutschen stimmten.
Von 1848 bis 1849 gehörte er der Württembergischen Kammer der Abgeordneten, von 1849 bis 1850 der 1.–3. Verfassungsrevidierenden Landesversammlung des Königreichs Württemberg und von 1852 bis 1855 der Württembergischen Kammer der Abgeordneten an.